# Brion (Ain)
Brion es una comuna francesa situada en el departamento de Ain, de la región de Auvernia-Ródano-Alpes.

## Demografía
| 195 | 215 | 335 | 395 | 587 | 559 | 511 | 514 | 531 |
| Para los censos de 1962 a 1999 la población legal corresponde a la población sin duplicidades (Fuente: INSEE [Consultar]) |     |     |     |     |     |     |     |     |

## Historia
Creado por segregación de Géovreissiat el 25 de marzo de 1845.